# I Feel Cream
I Feel Cream – piąty album studyjny kanadyjskiej piosenkarki Peaches.
Premiera płyty miała miejsce 4 maja 2009 w Europie, a 5 maja 2009 w Ameryce Północnej. Album został wyprodukowany przez Jamesa Forda z Simian Mobile Disco, Soulwax, Digitalism i Drums of Death.
I Feel Cream zdobył najwyższe notowania wśród albumów Peaches. W USA w pierwszym tygodniu sprzedano ponad 3000 egzemplarzy.

## Lista utworów
| #   | Tytuł                                  | Muzyka                            | Słowa                                        | Czas |
| --- | -------------------------------------- | --------------------------------- | -------------------------------------------- | ---- |
| 1.  | „Serpentine (I Don’t Give A... pt. 2)” | Peaches                           | Peaches                                      | 3:22 |
| 2.  | „Talk to Me”                           | Soulwax                           | Peaches, Gonzales                            | 3:07 |
| 3.  | „Lose You”                             | Simian Mobile Disco               | Peaches, Simian Mobile Disco                 | 3:34 |
| 4.  | „More”                                 | Peaches                           | Peaches                                      | 4:34 |
| 5.  | „Billionaire”                          | Simian Mobile Disco               | Peaches, Gonzales, Shunda K.                 | 3:26 |
| 6.  | „I Feel Cream”                         | Drums of Death, Shapemod, Peaches | Peaches, Drums of Death, Simian Mobile Disco | 4:33 |
| 7.  | „Trick Or Treat”                       | Peaches                           | Peaches, Gonzales                            | 3:17 |
| 8.  | „Show Stopper”                         | Peaches                           | Peaches, Gonzales                            | 2:17 |
| 9.  | „Mommy Complex”                        | Digitalism                        | Peaches, Digitalism                          | 2:57 |
| 10. | „Mud”                                  | Simian Mobile Disco               | Peaches, Gonzales                            | 3:08 |
| 11. | „Relax”                                | Peaches                           | Peaches, Gonzales                            | 3:29 |
| 12. | „Take You On”                          | Peaches                           | Peaches                                      | 3:29 |

## Single
Pierwszym singlem jest podwójna Strona A z piosenkami „Talk to Me” i „More”. Drugim singlem jest utwór „Lose You”, który 6 lipca 2009 ukazał się w Wielkiej Brytanii.

## Notowania

### Notowania albumu
| Notowanie (2009)                | Najwyższa pozycja |
| ------------------------------- | ----------------- |
| Belgian Albums Chart (Flanders) | 73                |
| French Albums Chart             | 184               |
| Swiss Albums Chart              | 75                |
| U.S. Billboard 200              | 160               |
| U.S. Top Electronic Albums      | 5                 |
| U.S. Top Heatseekers            | 5                 |
| U.S. Independent Albums         | 23                |

### Single
| Single       | Notowania (2009)       | Najwyższa pozycja |
| ------------ | ---------------------- | ----------------- |
| „Talk to Me” | Austrian Singles Chart | 51                |
| „Talk to Me” | French Singles Chart   | 99                |